# Rhabdochaeta crockeri
Rhabdochaeta crockeri es una especie de insecto del género Rhabdochaeta de la familia Tephritidae del orden Diptera.

## Historia
Mary Katherine Curran la describió científicamente por primera vez en el año 1936.